# Olof Hult (arkitekt)

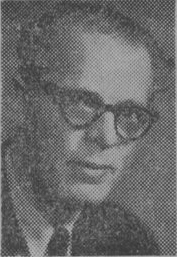
Olof Hult

Olof Oskar Hult, född 30 november 1892 i Stockholm, död 24 september 1962, var en svensk arkitekt.
Olof Hult tog studentexamen i Stockholm 1911 och  fick sin utbildning till arkitekt vid Kungliga Tekniska högskolan 1912-1913 och Kungliga Konsthögskolan 1917-1919. Efter anställningar hos bland annat Ivar Tengbom och Lars Israel Wahlman kom han 1925 till konsumentägda KFAI, där han skulle stanna till sin pensionering 1958. 
Under sin tid som avdelningschef på KFAI märks arkitektarbeten för flera av Kooperativa förbundets industri- och lagerhus i olika svenska städer. På Kvarnholmen i Nacka ritade han 1934 KF:s spisbröds- och makaronifabrik i stram funktionalistisk stil (se Makaronifabriken och Spisbrödsfabriken). Folkets hus i Eskilstuna uppfördes 1936 efter Hults ritningar. Han formgav även butiks- och restauranginredningar samt möbler.
Från 1930 var han tjänstgörande arkitekt vid Byggnadsstyrelsen och arkitekt i Stockholms stads kyrkogårdsnämnd.

## Bilder

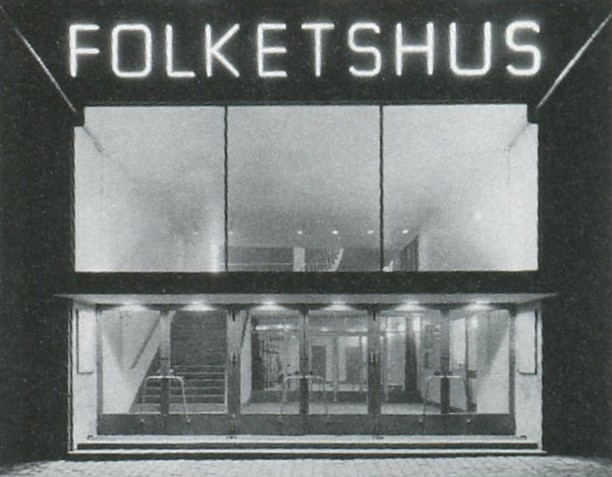
Folkets hus i Eskilstuna, 1936.
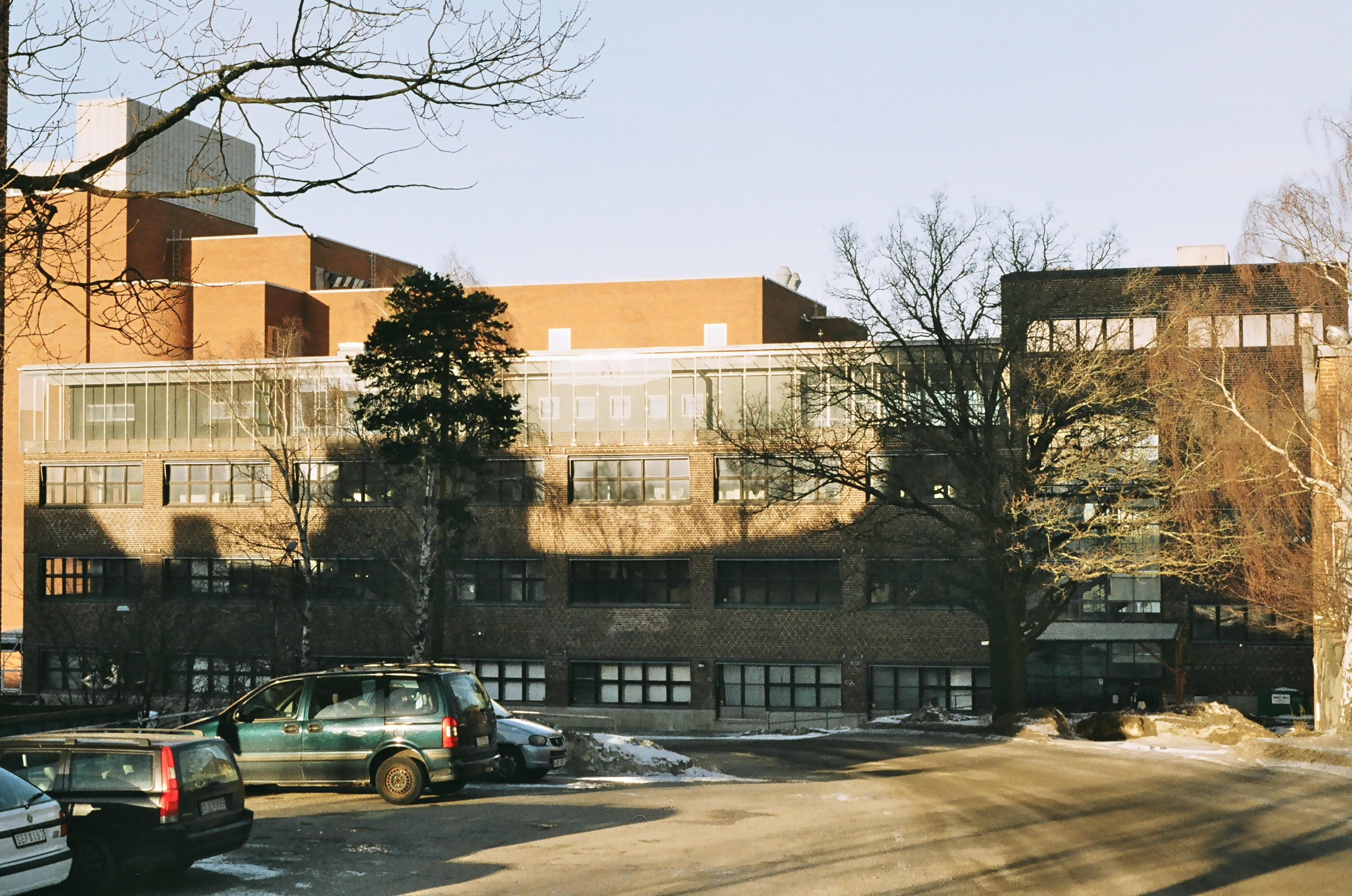
Makaronifabriken på Kvarnholmen.
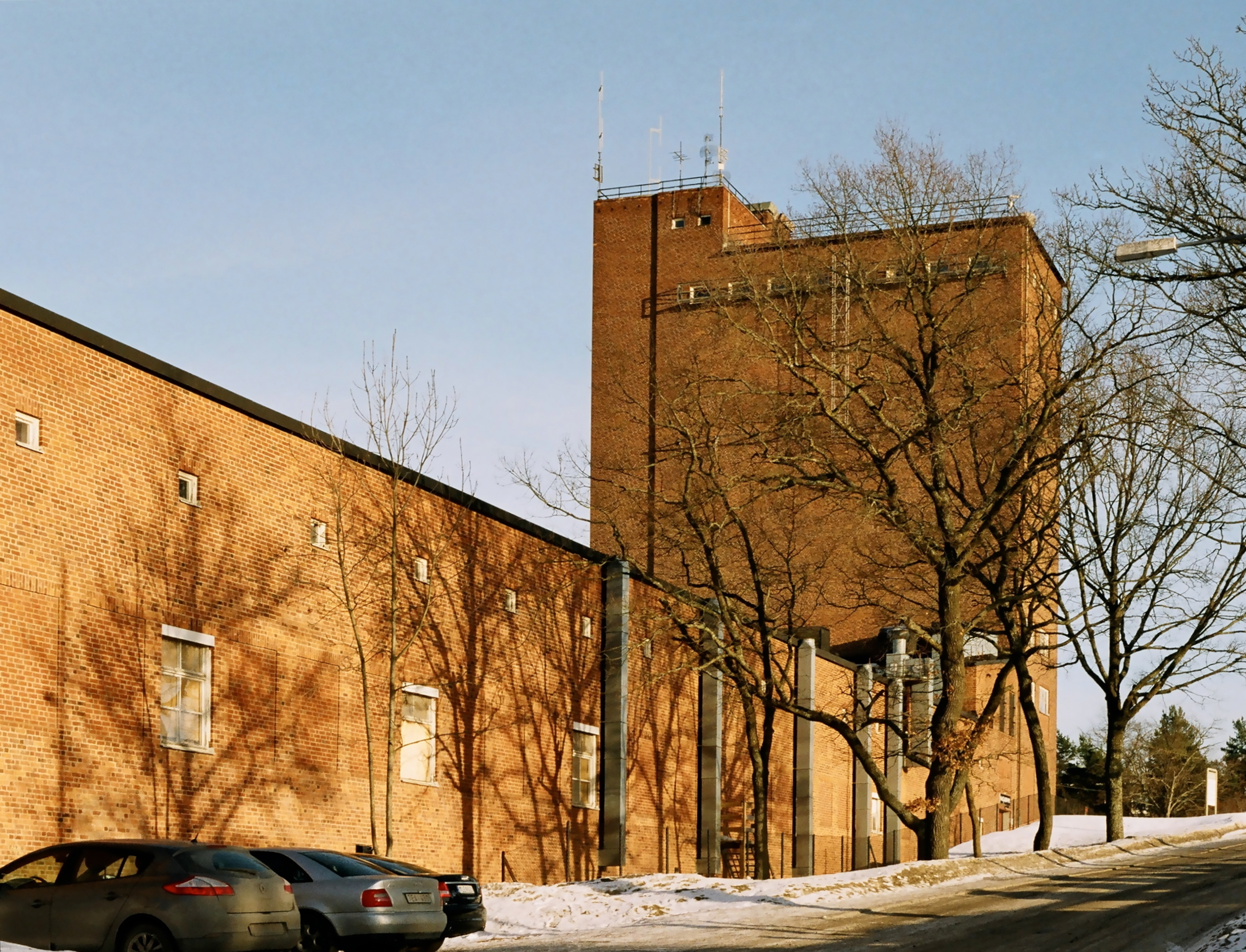
Spisbrödsfabriken på Kvarnholmen.
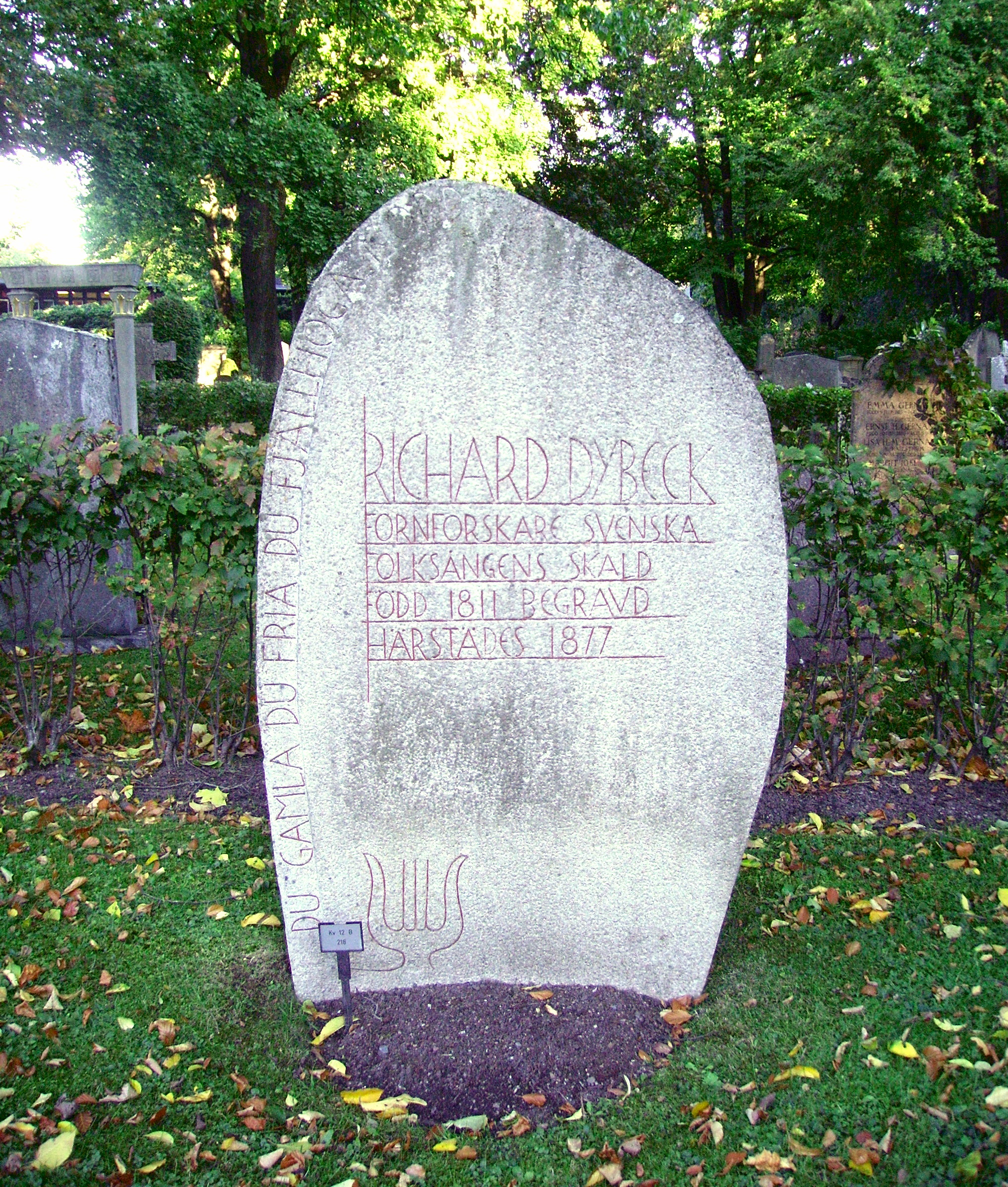
Minnessten för Richard Dybeck.